# Castelo de Ascó

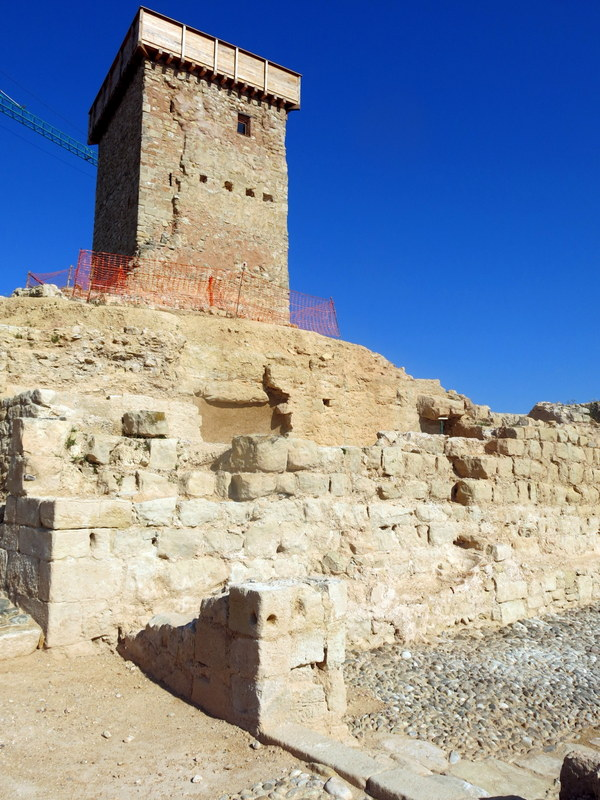

O Castelo de Ascó localiza-se no município de Ascó, província de Tarragona, na comunidade autónoma da Catalunha, na Espanha.

## História
No contexto da Reconquista cristã da Península Ibérica, foi erguido em 1173 pela Ordem dos Templários.
Na sequência da detenção dos Templários na França, em Outubro de 1307, os de Aragão também foram perseguidos pela respectiva Coroa. Refugiados no Castelo de Ascó, foram cercados pelas forças do rei. Os que foram encontrados, foram detidos.
Atualmente, o castelo encontra-se em ruínas.